# Ezra Sued
Ezra Sued (7 de junio de 1923 – 21 de agosto de 2011) fue un futbolista que se desempeñó como delantero en Racing Club y la selección argentina. Actualmente y a pesar de estar fallecido ostenta ser el único jugador en la historia del profesionalismo que defendió solamente los colores de Racing Club desde 1943 a 1955.

## Carrera

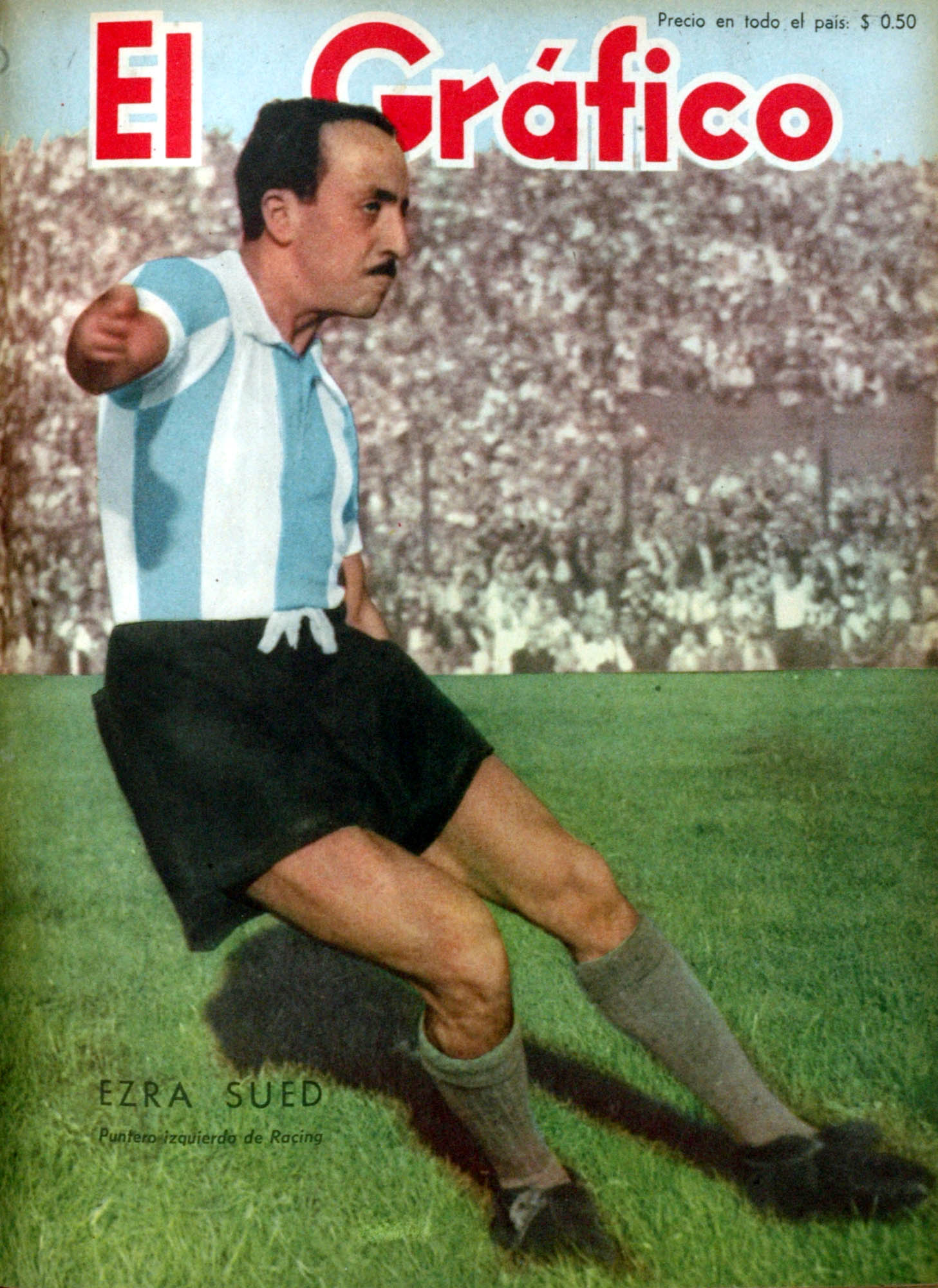
Ezra Sued (Racing) en 1950.

Nacido en el barrio de Once, en la Ciudad de Buenos Aires, Sued surgió de las divisiones inferiores de Racing Club, club en el que debutó en 1943 y en el que se desempeñaría durante toda su carrera como profesional hasta su retiro en 1954. Fue parte del histórico equipo que consiguió el primer tricampeonato del fútbol argentino en el profesionalismo al consagrarse en 1949, 1950 y 1951. Disputó 308 partidos con la camiseta de La Academia, marcando 47 goles. 

## Selección nacional
Fue convocado a la selección argentina de fútbol en seis ocasiones y marcó dos tantos, formando parte de los equipos campeones del Campeonato Sudamericano de Selecciones de 1946 y 1947.
Murió el 21 de agosto de 2011 por una infección.

## Clubes
| Club        | País      | Año         | Partidos | Goles |
| ----------- | --------- | ----------- | -------- | ----- |
| Racing Club | Argentina | 1943 - 1955 | 308      | 47    |

## Palmarés

### Campeonatos nacionales
| Título                        | Equipo (*)  | País      | Año  |
| ----------------------------- | ----------- | --------- | ---- |
| Copa de Competencia Británica | Racing Club | Argentina | 1945 |
| Primera División              | Racing Club | Argentina | 1949 |
| Primera División              | Racing Club | Argentina | 1950 |
| Primera División              | Racing Club | Argentina | 1951 |

### Copas internacionales
| Título       | Equipo              | Sede      | Año  |
| ------------ | ------------------- | --------- | ---- |
| Copa América | Selección Argentina | Argentina | 1946 |
| Copa América | Selección Argentina | Ecuador   | 1947 |